# Перстач розлогий
Перстач розлогий (Potentilla patula) — вид рослин з родини розових (Rosaceae), поширений у середній, південній, південно-східній і східній Європі та Казахстані.

## Опис
Багаторічна рослина 5–15 см. Стебло і черешки листків запушені. Залозисте запушення відсутнє. Від кореневища відходять зближені в дернинки розетки з 5–7-членних довго-черешчатих прикореневих листків, з обох сторін густо і довго-волосистих.

## Поширення
Поширений у середній, південній, південно-східній і східній Європі та Казахстані.
В Україні вид зростає на степах, схилах, кам'янистих відслоненнях, галявинах — у Лісостепу, нерідко: в Степу, зазвичай.